# Melanotrichus stanleyaea
Melanotrichus stanleyaea är en insektsart som först beskrevs av Knight 1968.  Melanotrichus stanleyaea ingår i släktet Melanotrichus och familjen ängsskinnbaggar. Inga underarter finns listade i Catalogue of Life.